# NTRUEncrypt
NTRUEncrypt (аббревиатура Nth-degree TRUncated polynomial ring или Number Theorists aRe Us) — это криптографическая система с открытым ключом, ранее называвшаяся NTRU.
Криптосистема NTRUEncrypt, основанная на решёточной криптосистеме, создана в качестве альтернативы RSA и криптосистемам на эллиптических кривых (ECC). Стойкость алгоритма обеспечивается трудностью поиска кратчайшего вектора решётки, которая более стойкая к атакам, осуществляемым на квантовых компьютерах. В отличие от своих конкурентов RSA, ECC, Elgamal, алгоритм использует операции над кольцом {\displaystyle \mathbb {Z} [X]/(X^{N}-1)} усечённых многочленов степени, не превосходящей {\displaystyle N-1}:
{\displaystyle {\textbf {a}}(X)={\textbf {a}}=a_{0}+a_{1}X+a_{2}X^{2}+\cdots +a_{N-2}X^{N-2}+a_{N-1}X^{N-1}}
Такой многочлен можно также представить вектором
{\displaystyle {\vec {a}}(X)={\vec {a}}=\sum _{i=0}^{N-1}a_{i}X^{i}=[a_{0},a_{1},a_{2},\cdots ,a_{N-2},a_{N-1}]}
Как и любой молодой алгоритм, NTRUEncrypt плохо изучен, хотя и был официально утверждён для использования в сфере финансов комитетом Accredited Standards Committee X9.
Существует реализации NTRUEncrypt с открытым исходным кодом.

## История
NTRUEncrypt, изначально называвшийся NTRU, был изобретён в 1996 году и представлен миру на конференциях CRYPTO, Конференция RSA, Eurocrypt. Причиной, послужившей началом разработки алгоритма в 1994 году, стала статья, в которой говорилось о лёгкости взлома существующих алгоритмов на квантовых компьютерах, которые, как показало время, не за горами. В этом же году, математики Jeffrey Hoffstein, Jill Pipher и Joseph H. Silverman, разработавшие систему вместе с основателем компании NTRU Cryptosystems, Inc. (позже переименованной в SecurityInnovation), Даниелем Лиеманом (Daniel Lieman) запатентовали своё изобретение.

## Кольца усечённых многочленов
NTRU оперирует над многочленами степени не превосходящей {\displaystyle N-1}
{\displaystyle {\textbf {a}}=a_{0}+a_{1}X+a_{2}X^{2}+\cdots +a_{N-2}X^{N-2}+a_{N-1}X^{N-1},}
где коэффициенты {\displaystyle a_{0},\cdots ,a_{N-1}} — целые числа. Относительно операций сложения и умножения по модулю многочлена {\displaystyle X^{N}-1} такие многочлены образуют кольцо R, называемое кольцом усечённых многочленов, которое изоморфно факторкольцу {\displaystyle \mathbb {Z} [X]/(X^{N}-1).}
NTRU использует кольцо усечённых многочленов R совместно с делением по модулю на взаимно простые числа p и q для уменьшения коэффициентов многочленов.
В работе алгоритма также используются обратные многочлены в кольце усечённых многочленов. Следует отметить, что не всякий многочлен имеет обратный, но если обратный полином существует, то его легко вычислить.
В качестве примера будут выбраны следующие параметры:
| Обозначения параметров | N  | q  | p |
| ---------------------- | -- | -- | - |
| Значения параметров    | 11 | 32 | 3 |

## Генерация открытого ключа
Для передачи сообщения от Алисы к Бобу необходимы открытый и закрытый ключи. Открытый знают как Боб, так и Алиса, закрытый ключ знает только Боб, который он использует для генерации открытого ключа. Для этого Боб выбирает два «маленьких» полинома f g из R. «Малость» полиномов подразумевается в том смысле, что он маленький относительно произвольного полинома по модулю q: в произвольном полиноме коэффициенты должны быть примерно равномерно распределены по модулю q, а в малом полиноме они много меньше q. Малость полиномов определяется с помощью чисел df и dg:
- Полином f имеет df коэффициентов равных «1» и df-1 коэффициентов равных «-1», а остальные — «0». В этом случае говорят, что {\displaystyle {\textbf {f}}\in {\mathcal {L}}_{f}}
- Полином g имеет dg коэффициентов равных «1» и столько же равных «-1», остальные — «0». В этом случае говорят, что {\displaystyle {\textbf {g}}\in {\mathcal {L}}_{g}}

Причина, по которой полиномы выбираются именно таким образом, заключается в том, что f , возможно, будет иметь обратный, а g — однозначно нет (g (1) = 0, а нулевой элемент не имеет обратного).
Боб должен хранить эти полиномы в секрете. Далее Боб вычисляет обратные полиномы {\displaystyle {\textbf {f}}_{p}} и {\displaystyle {\textbf {f}}_{q}}, то есть такие, что:
{\displaystyle \ {\textbf {f}}\cdot {\textbf {f}}_{p}\equiv 1{\pmod {p}}} и {\displaystyle \ {\textbf {f}}\cdot {\textbf {f}}_{q}\equiv 1{\pmod {q}}}.
Если f не имеет обратного полинома, то Боб выбирает другой полином f.
Секретный ключ — это пара {\displaystyle \left({\textbf {f}},{\textbf {f}}_{p}\right)}, а открытый ключ h вычисляется по формуле:
{\displaystyle {\textbf {h}}=(p{\textbf {f}}_{q}\cdot {\textbf {g}})\,{\bmod {\,}}q.}
Пример
Для примера возьмем df=4, а dg=3. Тогда в качестве полиномов можно выбрать
{\displaystyle {\textbf {f}}=-1+X+X^{2}-X^{4}+X^{6}+X^{9}-X^{10}}
{\displaystyle {\textbf {g}}=-1+X^{2}+X^{3}+X^{5}-X^{8}-X^{10}}
Далее для полинома f ищутся обратные полиномы по модулю p=3 и q=32:
{\displaystyle {\textbf {f}}_{p}=1+2X+2X^{3}+2X^{4}+X^{5}+2X^{7}+X^{8}+2X^{9}}
{\displaystyle {\textbf {f}}_{q}=5+9X+6X^{2}+16X^{3}+4X^{4}+15X^{5}+16X^{6}+22X^{7}+20X^{8}+18X^{9}+30X^{10}}
Заключительным этапом является вычисление самого открытого ключа h:
{\displaystyle {\textbf {h}}=(p{\textbf {f}}_{q}\cdot {\textbf {g}})\,{\bmod {\,}}{32}=8+25X+22X^{2}+20X^{3}+12X^{4}+24X^{5}+15X^{6}+19X^{7}+12X^{8}+19X^{9}+16X^{10}.}

## Шифрование
Теперь, когда у Алисы есть открытый ключ, она может отправить зашифрованное сообщение Бобу. Для этого нужно сообщение представить в виде полинома m с коэффициентами по модулю p, выбранными из диапазона (-p/2, p/2]. То есть m является «малым» полиномом по модулю q. Далее Алисе необходимо выбрать другой «малый» полином r, который называется «ослепляющим», определяемый с помощью числа dr:
- Полином r имеет dr коэффициентов равных «1» и столько же равных «-1», остальные — «0». В этом случае говорят, что {\displaystyle {\textbf {r}}\in {\mathcal {L}}_{r}.}

Используя эти полиномы, зашифрованное сообщение получается по формуле:
{\displaystyle {\textbf {e}}=({\textbf {r}}\cdot {\textbf {h}}+{\textbf {m}})\,{\bmod {\,}}q.}
При этом любой, кто знает (или может вычислить) ослепляющий полином r, сможет прочесть сообщение m.
Пример
Предположим, что Алиса хочет послать сообщение, представленное в виде полинома
{\displaystyle {\textbf {m}}=-1+X^{3}-X^{4}-X^{8}+X^{9}+X^{10}}
и выбрала «ослепляющий» полином, для которого dr=3:
{\displaystyle {\textbf {r}}=-1+X^{2}+X^{3}+X^{4}-X^{5}-X^{7}.}
Тогда шифротекст e, готовый для передачи Бобу будет:
{\displaystyle {\textbf {e}}=({\textbf {r}}\cdot {\textbf {h}}+{\textbf {m}})\,{\bmod {\,}}{32}=14+11X+26X^{2}+24X^{3}+14X^{4}+16X^{5}+30X^{6}+7X^{7}+25X^{8}+6X^{9}+19X^{10}.}

## Расшифрование
Теперь, получив зашифрованное сообщение e, Боб может его расшифровать, используя свой секретный ключ. Вначале он получает новый промежуточный полином:
{\displaystyle {\textbf {a}}=({\textbf {f}}\cdot {\textbf {e}})\,{\bmod {\,}}q.}
Если расписать шифротекст, то получим цепочку:
{\displaystyle {\textbf {a}}=({\textbf {f}}\cdot {\textbf {e}})\,{\bmod {\,}}q=({\textbf {f}}\cdot ({\textbf {r}}\cdot {\textbf {h}}+{\textbf {m}}))\,{\bmod {\,}}q=({\textbf {f}}\cdot ({\textbf {r}}\cdot p{\textbf {f}}_{q}\cdot {\textbf {g}}+{\textbf {m}}))\,{\bmod {\,}}q}
и окончательно:
{\displaystyle {\textbf {a}}=(p{\textbf {r}}\cdot {\textbf {g}}+{\textbf {f}}\cdot {\textbf {m}})\,{\bmod {\,}}q.}
После того, как Боб вычислил полином a по модулю q, он должен выбрать его коэффициенты из диапазона (-q/2, q/2] и далее вычислить полином b, получаемый из полинома a приведением по модулю p:
{\displaystyle {\textbf {b}}={\textbf {a}}\,{\bmod {\,}}p=({\textbf {f}}\cdot {\textbf {m}})\,{\bmod {\,}}p,}
так как {\displaystyle (p{\textbf {r}}\cdot {\textbf {g}})\,{\bmod {\,}}p=0}.
Теперь, используя вторую половину секретного ключа и полученный полином b, Боб может расшифровать сообщение:
{\displaystyle {\textbf {c}}=({\textbf {f}}_{p}\cdot {\textbf {b}})\,{\bmod {\,}}p.}
Нетрудно видеть, что
{\displaystyle {\textbf {c}}\equiv {\textbf {f}}_{p}\cdot {\textbf {f}}\cdot {\textbf {m}}\equiv {\textbf {m}}{\pmod {p}}.}
Таким образом полученный полином c действительно является исходным сообщением m.
Пример:
Боб получил от Алисы шифрованное сообщение e
{\displaystyle {\textbf {e}}=14+11X+26X^{2}+24X^{3}+14X^{4}+16X^{5}+30X^{6}+7X^{7}+25X^{8}+6X^{9}+19X^{10}}
Используя секретный ключ f Боб получает полином a
{\displaystyle {\textbf {a}}={\textbf {f}}\cdot {\textbf {e}}{\pmod {32}}=3-7X-10X^{2}-11X^{3}+10X^{4}+7X^{5}+6X^{6}+7X^{7}+5X^{8}-3X^{9}-7X^{10}{\pmod {32}},}
с коэффициентами, принадлежащими промежутку (-q/2, q/2]. Далее преобразует полином a в полином b, уменьшая коэффициенты по модулю p.
{\displaystyle {\textbf {b}}={\textbf {a}}{\pmod {3}}=-X-X^{2}+X^{3}+X^{4}+X^{5}+X^{7}-X^{8}-X^{10}{\pmod {3}}}
Заключительный шаг — перемножение полинома b со второй половиной закрытого ключа {\displaystyle {\textbf {f}}_{p}}
{\displaystyle {\textbf {c}}={\textbf {f}}_{p}\cdot {\textbf {b}}={\textbf {f}}_{p}\cdot {\textbf {f}}\cdot {\textbf {m}}{\pmod {3}}={\textbf {m}}{\pmod {3}}}
{\displaystyle {\textbf {c}}=-1+X^{3}-X^{4}-X^{8}+X^{9}+X^{10}}
Который является исходным сообщением, которое передавала Алиса.

## Стойкость к атакам

### Полный перебор
Первая из возможных атак — атака перебором. Тут возможно несколько вариантов перебора: либо перебирать все {\displaystyle {\textbf {f}}\in {\mathcal {L}}_{f}}, и проверять на малость коэффициенты полученных результатов {\displaystyle {\textbf {f}}\cdot {\textbf {h}}{\pmod {q}}={\textbf {g}}{\pmod {q}}}, которые, по задумке, должны были быть малыми, либо перебирать все {\displaystyle {\textbf {g}}\in {\mathcal {L}}_{g}}, также проверяя на малость коэффициенты результата {\displaystyle {\textbf {f}}{\pmod {q}}={\textbf {f}}\cdot {\textbf {h}}\cdot {\textbf {h}}^{-1}{\pmod {q}}={\textbf {f}}\cdot {\textbf {f}}_{q}\cdot {\textbf {g}}\cdot {\textbf {h}}^{-1}{\pmod {q}}={\textbf {g}}\cdot {\textbf {h}}^{-1}{\pmod {q}}}. На практике пространство {\displaystyle {\mathcal {L}}_{g}} меньше пространства {\displaystyle {\mathcal {L}}_{f}}, следовательно стойкость определяется пространством {\displaystyle {\mathcal {L}}_{g}}. А стойкость отдельного сообщения определяется пространством {\displaystyle {\mathcal {L}}_{r}}.

### Встреча посередине
Существует более оптимальный вариант перебора встреча посередине, предложенный Эндрю Одлыжко. Этот метод уменьшает количество вариантов до квадратного корня:
Стойкости закрытого ключа = {\displaystyle {\sqrt {{\mathcal {L}}_{g}}}} = {\displaystyle {\frac {1}{d_{g}!}}{\sqrt {\frac {N!}{(N-2d_{g})!}}}},
И стойкости отдельного сообщения = {\displaystyle {\sqrt {{\mathcal {L}}_{r}}}} = {\displaystyle {\frac {1}{d!}}{\sqrt {\frac {N!}{(N-2d)!}}}}.
Атака «встреча посередине» позволяет разменять время, необходимое для вычислений на память, необходимую для хранения временных результатов. Таким образом, если мы хотим обеспечить стойкость системы {\displaystyle 2^{n}}, нужно выбрать ключ размера {\displaystyle 2^{2n}}.

### Атака на основе множественной передачи сообщения
Довольно серьёзная атака на отдельное сообщение, которую можно избежать, следуя простому правилу — не пересылать многократно одно и то же сообщение. Суть атаки заключается в нахождении части коэффициентов ослепляющего многочлена r. А остальные коэффициенты можно просто перебрать, тем самым прочитав сообщение. Так как зашифрованное одно и то же сообщение с разными ослепляющими многочленами это {\displaystyle e_{i}=r_{i}\cdot h+m\ {\bmod {\ }}q}, где i=1, … n.
Можно вычислить выражение {\displaystyle (e_{i}-e_{1})\cdot h_{q}\ {\bmod {\ }}q}, которое в точности равно {\displaystyle {\textbf {r}}_{i}-{\textbf {r}}_{1}\ {\bmod {\ }}q}. Для достаточно большого количества переданных сообщений (скажем, для n = 4, 5, 6), можно восстановить, исходя из малости коэффициентов, большую часть ослепляющего многочлена {\displaystyle {\textbf {r}}_{1}}.

### Атака на основе решётки
Рассмотрим решётку, порождённую строками матрицы размера 2N×2N с детерминантом {\displaystyle \mathbf {\alpha } ^{N}q^{N}}, состоящей из четырёх блоков размера N×N:
{\displaystyle \left({\begin{array}{cccc|cccc}\alpha &0&\cdots &0&h_{0}&h_{1}&\cdots &h_{N-1}\\0&\alpha &\cdots &0&h_{N-1}&h_{0}&\cdots &h_{N-2}\\\vdots &\vdots &\ddots &\vdots &\vdots &\vdots &\ddots &\vdots \\0&0&\cdots &\alpha &h_{1}&h_{2}&\cdots &h_{0}\\\hline 0&0&\cdots &0&q&0&\cdots &0\\0&0&\cdots &0&0&q&\cdots &0\\\vdots &\vdots &\ddots &\vdots &\vdots &\vdots &\ddots &\vdots \\0&0&\cdots &0&0&0&\cdots &q\\\end{array}}\right).}
Так как открытый ключ {\displaystyle {\textbf {h}}=(p{\textbf {g}}\cdot {\textbf {f}}_{q})\,{\bmod {\,}}q}, то {\displaystyle {\textbf {g}}\equiv {\textbf {h}}\cdot {\textbf {f}}{\pmod {q}}}, следовательно в этой решётке содержится вектор {\displaystyle \mathbf {\tau } =(\alpha f,g)} размера 2N, в котором идут сначала коэффициенты вектора f, помноженные на коэффициент {\displaystyle \mathbf {\alpha } }, затем коэффициенты вектора g. Задача поиска такого вектора, при больших N и правильно подобранных параметрах, считается трудно разрешимой.

### Атака на основе подобранного шифротекста
Атака на основе подобранного шифротекста является наиболее опасной атакой. Её предложили Éliane Jaulmes и Antoine Joux в 2000 году на конференции CRYPTO.
Суть этой атаки заключается в подборе такого многочлена a(x), чтобы {\displaystyle {\textbf {a}}(x){\pmod {q}}\ \neq \ {\textbf {a}}(x)}. При этом Ева не взаимодействует ни с Бобом, ни с Алисой.
Если взять шифротекст {\displaystyle {\textbf {e}}^{*}=\ y{\textbf {h}}\ +\ py}, где {\displaystyle y\in \mathbb {Z} }, то получим многочлен {\displaystyle {\textbf {a}}^{*}={\textbf {f}}\cdot {\textbf {e}}^{*}{\pmod {q}}=\ yp{\textbf {g}}\ +\ yp{\textbf {f}}{\pmod {q}}}. Так как коэффициенты многочленов f и g принимают значения «0», «1» и «-1», то коэффициенты многочлена a будут принадлежать множеству {-2py , -py , 0, py, 2py}. Если py выбрать таким, что {\displaystyle {\frac {q}{4}}<py<{\frac {q}{2}}}, то при сведении по модулю полинома a(x) приведутся только коэффициенты равные -2py или 2py. Пусть теперь i-ый коэффициент равен 2py, тогда многочлен a(x) после приведения по модулю запишется как:
{\displaystyle {\textbf {a}}^{*}={\textbf {f}}\cdot {\textbf {e}}^{*}{\pmod {q}}=\ yp{\textbf {g}}\ +\ yp{\textbf {f}}-\ q\cdot \ x^{i}},
а многочлен b(x):
{\displaystyle {\textbf {b}}^{*}={\textbf {a}}^{*}{\pmod {p}}=\ yp{\textbf {g}}\ +\ yp{\textbf {f}}-\ q\cdot \ x^{i}{\pmod {p}}=-\ q\cdot \ x^{i}},
окончательно вычислим:
{\displaystyle {\textbf {c}}^{*}={\textbf {z}}(x)={\textbf {b}}^{*}\cdot {\textbf {f}}_{p}{\pmod {p}}=-\ q\cdot \ x^{I}\cdot {\textbf {f}}_{p}{\pmod {p}}}.
Теперь, если рассмотреть все возможные i, то вместо отдельных {\displaystyle x^{i}}, можно составить полином K и расшифрованное сообщение примет вид:
{\displaystyle {\textbf {c}}=-\ q{\textbf {K}}\cdot {\textbf {f}}_{p}{\pmod {p}}},
или, секретный ключ:
{\displaystyle {\textbf {f}}=-\ q{\textbf {K}}\cdot {\textbf {c}}^{-1}{\pmod {p}}},
Вероятность таким образом отыскать составляющие ключа составляет порядка 0,1 … 0,3 для ключа размера 100. Для ключей большого размера (~500) эта вероятность очень мала. Применив данный метод достаточное количество раз, можно полностью восстановить ключ.
Для защиты от атаки такого типа используется расширенный метод шифрования NTRU-FORST. Для шифрования используется ослепляющий многочлен {\displaystyle {\textbf {r}}(x)=H({\textbf {m}}(x),\ R)}, где H — криптографически-стойкая хеш-функция, а R — случайный набор бит. Получив сообщение, Боб расшифровывает его. Далее Боб шифрует только что расшифрованное сообщение, таким же образом, что и Алиса. После сверяет его на соответствие с полученным. Если сообщения идентичные, то Боб принимает сообщение, иначе отбраковывает.

## Параметры стойкости и быстродействие
Несмотря на то, что существуют быстрые алгоритмы поиска обратного полинома, разработчики предложили для коммерческого применения в качестве секретного ключа f брать:
{\displaystyle {\textbf {f}}=1\ +\ p{\textbf {F}}},
где F — малый полином. Таким образом выбранный ключ обладает следующими преимуществами:
- f всегда имеет обратный по модулю p, а именно {\displaystyle {\textbf {f}}^{-1}={\textbf {f}}_{p}=1{\pmod {p}}}.
- Так как {\displaystyle {\textbf {f}}_{p}=1{\pmod {p}}} нам больше не нужно при расшифровке умножать на обратный полином {\displaystyle {\textbf {f}}_{p}}, и он выпадает из разряда секретного ключа.

Одно из исследований Архивная копия от 6 октября 2016 на Wayback Machine показало, что NTRU на 4 порядка быстрее RSA и на 3 порядка — ECC.
Как уже упоминалось ранее разработчики, для обеспечения высокой стойкости алгоритма, предлагают использовать только рекомендованные параметры, обозначенные в таблице:

### Рекомендованные параметры
| Обозначение | N   | q   | p | df  | dg  | dr | Гарантированная стойкость     |
| ----------- | --- | --- | - | --- | --- | -- | ----------------------------- |
| NTRU167:3   | 167 | 128 | 3 | 61  | 20  | 18 | Умеренный уровень стойкости   |
| NTRU251:3   | 251 | 128 | 3 | 50  | 24  | 16 | Стандартный уровень стойкости |
| NTRU503:3   | 503 | 256 | 3 | 216 | 72  | 55 | Высочайший уровень стойкости  |
| NTRU167:2   | 167 | 127 | 2 | 45  | 35  | 18 | Умеренный уровень стойкости   |
| NTRU251:2   | 251 | 127 | 2 | 35  | 35  | 22 | Стандартный уровень стойкости |
| NTRU503:2   | 503 | 253 | 2 | 155 | 100 | 65 | Высочайший уровень стойкости  |